# Качаловский сельский совет Харьковской области
Качаловский сельский совет — входит в состав Краснокутского района Харьковской области Украины.
Административный центр сельского совета находится в селе Качаловка.

## История
- 1918 — дата образования.

## Населённые пункты совета
- село Качаловка
- село Бузовое
- село Карайкозовка
- село Кусторовка
- посёлок Михайловское
- село Павлюковка
- село Петровское
- село Шевченково

## Ликвидированные населённые пункты
- село Замерлянское